# Impôt sur l'absence d'enfant
Un impôt sur l'absence d'enfant (en russe : налог на бездетность, nalog na bezdetnost) était un impôt levé sur les personnes sans enfant en Union soviétique et dans d'autres pays du bloc communiste à partir des années 1940 dans le cadre de politiques natalistes. Créé par Joseph Staline, cet impôt visait à encourager les adultes à se reproduire pour accroître la population soviétique. Les hommes de 25 à 50 ans et les femmes de 20 à 45 ans, quand ils n'avaient pas d'enfant, devaient verser 6 % de leurs revenus. L'impôt a couru jusqu'à la chute de l'Union soviétique et du bloc de l'Est.

## Union soviétique
Instauré de 1941 à 1990, l'impôt concerne la majorité des hommes de 25 à 50 ans et des femmes de 20 à 45 ans quand ils n'avaient pas d'enfant. Le montant représente 6 % des revenus. Néanmoins, certaines exemptions sont prévues pour les familles dont l'enfant a péri durant la Seconde Guerre mondiale ou qui comptent un héros de guerre récompensé par certaines distinctions. De nombreux étudiants peuvent échapper à l'impôt, ainsi que les personnes dont les revenus sont inférieurs à 70 roubles par mois. En outre, les personnes incapables de procréer pour raisons médicales sont exemptées, ce qui a conduit de nombreux hommes célibataires à se déclarer infertiles, faux documents médicaux à l'appui, pour se soustraire à l'impôt.
Vers les dernières années de l'Union soviétique, les revenus issus de cet impôt déclinent régulièrement. Après 1990, le seuil minimum imposable est fixé à 150 roubles (les personnes sans enfant qui gagnent moins de 150 roubles par mois sont exemptées). En 1991, l'impôt ne touche plus les femmes et, en 1992, il est abandonné en raison de la chute de l'Union soviétique.
Le ministre de la Santé, Mikhaïl Zourabov (ru), et Nikolaï Guerasimenko (ru) proposent en 2006 de rétablir cet impôt en Russie, ce qui n'a pas abouti .

## Pologne
En 1946, la Pologne communiste instaure à son tour un impôt sur l'absence d'enfant, que la population surnomme Bykowe (« taxe du taureau », le « taureau » désignant, par métonymie, les hommes célibataires). L'impôt touche d'abord les personnes célibataires et sans enfants âgées d'au moins 21 ans (du 1er janvier 1946 jusqu'au 29 novembre 1956) puis l'âge minimal des assujettis est relevé à 25 ans (30 novembre 1956 au 1er janvier 1973).

## Roumanie
Le dirigeant de la Roumanie communiste, Nicolae Ceaușescu, instaure une politique nataliste entre 1967 et 1989. L'avortement et la contraception deviennent illégaux et les femmes doivent se soumettre à des examens gynécologiques. Ces mesures sont accompagnées d'un impôt sur l'absence d'enfant, qui prend plusieurs formes en 1977 et 1986. Pour les citoyens célibataires, les impôts sur les revenus sont majorés de 8 % à 10 %,.